# Liga Asobal 1997-98
La Liga Asobal 1997-98 se desarrolló con una liga regular de catorce equipos en la que se enfrentaban todos contra todos a doble vuelta, y a continuación las eliminatorias por el título y por el descenso. La eliminatoria por el título era disputada por los cuatro primeros equipos de la liga regular, con las semifinales al mejor de tres partidos y la final al mejor de cinco. Esta temporada los dos equipos que ascendieron fueron el Universidad de Oviedo-Naranco y el BM Altea.
El título lo revalidó el FC Barcelona, tras ceder únicamente una derrota y un empate en toda la temporada regular, las semifinales y la final, superando claramente al segundo clasificado y finalista, el Portland San Antonio.

## Clasificación
| Pos | Equipo                          | J  | G  | E | P  | GF  | GC  | Dif | Pts |
| --- | ------------------------------- | -- | -- | - | -- | --- | --- | --- | --- |
| 1   | F.C. Barcelona                  | 26 | 24 | 1 | 1  | 817 | 608 | 209 | 49  |
| 2   | Portland San Antonio Pamplona   | 26 | 16 | 6 | 4  | 720 | 653 | 67  | 38  |
| 3   | Prosesa Ademar León             | 26 | 16 | 3 | 7  | 740 | 656 | 84  | 35  |
| 4   | C.B. Cantabria Santander        | 26 | 14 | 2 | 10 | 718 | 680 | 38  | 30  |
| 5   | C.BM. Valladolid                | 26 | 13 | 1 | 12 | 758 | 750 | 8   | 27  |
| 6   | A.D.C. Ciudad Real              | 26 | 9  | 9 | 8  | 728 | 733 | –5  | 27  |
| 7   | Redcom Airtel Chapela           | 26 | 11 | 5 | 10 | 607 | 638 | –31 | 27  |
| 8   | C.D. Bidasoa Irún               | 26 | 9  | 6 | 11 | 628 | 640 | –12 | 24  |
| 9   | Cadagua Gáldar                  | 26 | 8  | 5 | 13 | 701 | 764 | –63 | 21  |
| 10  | C.BM. Granollers                | 26 | 8  | 4 | 14 | 629 | 661 | –32 | 20  |
| 11  | S.D. Academia Octavio Vigo      | 26 | 9  | 2 | 15 | 693 | 750 | –57 | 20  |
| 12  | BM. Altea                       | 26 | 8  | 3 | 15 | 661 | 718 | –57 | 19  |
| 13  | Frigoríficos del Morrazo Cangas | 26 | 5  | 5 | 16 | 652 | 705 | –53 | 15  |
| 14  | C.B. Naranco Oviedo             | 26 | 5  | 2 | 19 | 584 | 680 | –96 | 12  |

|  | Play-off por la liga     |
|  | Liguilla por el descenso |

### Eliminatoria por el título
|  | Semifinales          | Semifinales          | Semifinales          | Semifinales          | Semifinales |              |              | Final | Final | Final | Final | Final |  |
|  |                      |                      |                      |                      |             |              |              |       |       |       |       |       |  |
|  |                      |                      |                      |                      |             |              |              |       |       |       |       |       |  |
|  | FC Barcelona         | FC Barcelona         | 34                   | 26                   |             |              |              |       |       |       |       |       |  |
|  | FC Barcelona         | FC Barcelona         | 34                   | 26                   |             |              |              |       |       |       |       |       |  |
|  | Caja Cantabria       | Caja Cantabria       | 24                   | 24                   |             |              |              |       |       |       |       |       |  |
|  | Caja Cantabria       | Caja Cantabria       | 24                   | 24                   |             | FC Barcelona | FC Barcelona | 35    | 32    | 29    |       |       |  |
|  |                      |                      |                      |                      |             | FC Barcelona | FC Barcelona | 35    | 32    | 29    |       |       |  |
|  |                      |                      | Portland San Antonio | Portland San Antonio | 27          | 20           | 25           |       |       |       |       |       |  |
|  | Portland San Antonio | Portland San Antonio | Portland San Antonio | Portland San Antonio | 27          | 20           | 25           | 25    | 28    | 25    |       |       |  |
|  | Portland San Antonio | Portland San Antonio |                      |                      |             |              |              | 25    | 28    | 25    |       |       |  |
|  | Prosesa Ademar León  | Prosesa Ademar León  | 29                   | 21                   | 24          |              |              |       |       |       |       |       |  |
|  | Prosesa Ademar León  | Prosesa Ademar León  | 29                   | 21                   | 24          |              |              |       |       |       |       |       |  |
|  |                      |                      |                      |                      |             |              |              |       |       |       |       |       |  |